# Hlidskjalf
Hlidskjalf (Hliðskjálf), u nordijskoj mitologiji je Odinovo prijestolje s kojeg on vidi čitav svemir i promatra sve što se događa u Devet svjetova. Hlidskjalf se nalazi u Asgardu, u dvorani Valaskjalf (otprilike "klupa poginulih").

## Vanjske poveznice
- Pantheon.org  Arhivirana inačica izvorne stranice od 10. studenoga 2017. (Wayback Machine)
- John Lindow: Norse Mythology: A Guide to Gods, Heroes, Rituals, and Beliefs